# 羽倉崎検車区

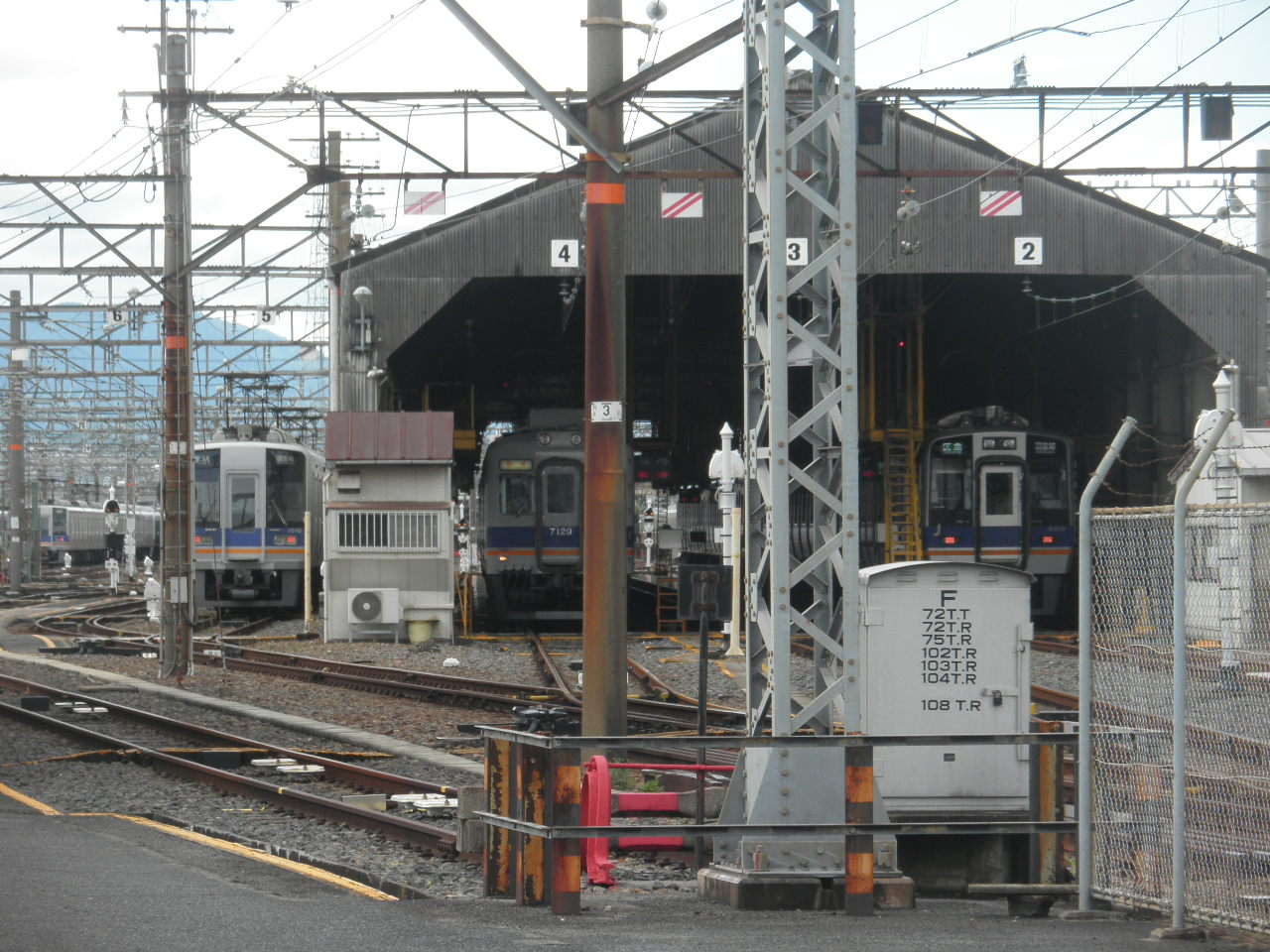
羽倉崎検車支区

羽倉崎検車区（はぐらざきけんしゃく）は、かつて大阪府泉佐野市にあった南海電気鉄道南海本線の車両基地であり、2005年の検車区統合に伴い住ノ江検車区羽倉崎検車支区（すみのえけんしゃく はぐらざきけんしゃしく）となり、2023年現在は検車区羽倉崎検車（けんしゃく はぐらざきけんしゃ)として引き継がれている。

## 概要
羽倉崎駅の南側に立地している。羽倉崎駅の1番線は直接検車区と繋がっていて、難波方面からの列車は羽倉崎駅1番線を介して入庫する。また2･3番線ホームも渡り線を介して繋がっていて、和歌山市方面からの列車は3番線ホームから本線上を逆走し入庫する。当検車区に車両は所属しないが、南海本線にとっての重要車庫であり、入出庫本数も一番多い。また、常に何本かの予備車も待機している。
1955年8月23日に開設。1973年に留置線を13線増設するなどの大規模拡張工事が行われた。さらに天下茶屋工場の千代田移転に伴い1981年12月に車輪転削場（1996年11月に床下型車輪旋盤式転削場に更新）、1982年11月に冷房機などの大型機器を交換する随修検査場が新設された。この時に留置線が3線増設され、最大収容能力は170両となった。
2000年には、当時の和歌山検車区の本区および伊太祁曽支区（現在の和歌山電鐵伊太祈曽車両基地）を当区に統合したが、2005年に当区を含めいずれも住ノ江検車区に再統合された。
| ← 阪和線 天王寺方面 ← 南海本線 難波方面 | 日根野駅・長滝駅・泉佐野駅・羽倉崎駅・りんくうタウン駅・関西空港駅 配線略図 | → 阪和線 和歌山方面 → 南海本線 和歌山市方面 |
| 凡例 出典:                              |                                                                             |                                             |

## 留置する車両
- 2200系・2230系
- 7100系
- 9000系
- 1000系
- 2000系
- 8000系
- 8300系

「ラピート」に使用される50000系、「サザン」に使用される10000系および12000系は当検車区には基本的には入線しないが、車輪転削等の際に稀に姿を見せ、留置されていることもある。また、2200系・2230系は多奈川線での運用の関係上、深夜時間帯に留置している。